# بطولة بوينس آيرس للتنس
بطولة بوينس آيرس للتنس (بالإنجليزية: ATP Buenos Aires)‏ هي بطولة تنس للمحترفين تقام في مدينة بوينس آيرس الأرجنتين على الأراضي الترابية, وقد بدأت البطولة في عام 1966 واستمرت حتى الآن , ويذكر أن البطولة هي من ضمن فئة 250 نقطة في رابطة محترفي كرة المضرب.